# Ave Maria (Heraldik)
Ave Maria ist in der Heraldik eine gemeine Figur und wird im Wappen als Schriftzug Ave Maria vollständig im Feld oder auf die Majuskel A und M reduziert. Im Letzteren werden beide Initialen übereinandergelegt und in einer Tingierung und Schriftart in einem Wappenfeld gestellt. Die Buchstaben können mit einer anderen Wappenfigur belegt sein, oder sind von einer Krone, einem Kreuz oder einem Stern überhöht. Ein Strahlenkranz aus Sternen kann die Initialen umgeben oder nur ein Nimbus kann allem unterlegt sein.

Beispiele
Rolando José Álvarez Lagos
Angelo Bagnasco
Emilio Benavent Escuín
Camillo Cibotti
Corteconcepción
Daganzo de Arriba